# Hitbox

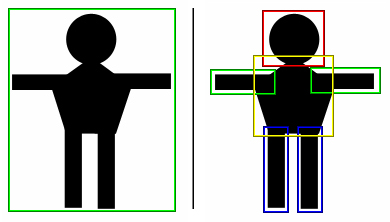
Voorbeeld van twee hitboxes. De linker hitbox bestaat uit één rechthoek en komt matig overeen met de vorm van het poppetje. De rechter hitbox bestaat uit meerdere rechthoeken en zijn naar lichaamsdeel gegroepeerd.

Een hitbox is een onzichtbare vorm rond objecten om te controleren of er een botsing met een ander object is, vaak gebruikt in computerspellen. Hitboxen hebben vaak twee hoofddoelen: hit detection en collision detection. Hit detection oordeelt of modellen door objecten worden geraakt, zoals een spelersmodel door een kogel. Collision detection kijkt of er een botsing is tussen bijvoorbeeld een speler en een muur. 
De hitboxes van personages in schietspellen zijn vaak verdeeld in verschillende lichaamsdelen. Hierdoor kan een ontwikkelaar bijvoorbeeld makkelijk hoofdschoten extra schade laten doen of animaties afspelen op basis van het beschoten ledemaat.

## Gebruik

### Hit detection
Modellen in spellen kunnen uit tienduizenden polygonen bestaan. Het gebruik van hitboxes verminderd de benodigde rekenkracht voor realtimeberekeningen op de modellen. Dit is voornamelijk relevant voor multiplayerspellen, waar anders de volledige animatiestaat van elke speler zou moeten worden doorgestuurd naar de server en door de server zou moeten worden geanalyseerd. Daarnaast kan met hitboxes makkelijker voor lag en bewegingen worden gecompenseerd.

### Collision detection
Met behulp van hitboxes kan ook heel makkelijk nagegaan worden of twee entiteiten in de spelwereld tegen elkaar lopen. Zo wordt belet dat spelers muren inlopen of door elkaar heen lopen.